# 645-й истребительно-противотанковый артиллерийский полк
645-й истребительно-противотанковый артиллерийский полк он же 645-й лёгкий артиллерийский полк он же  645-й артиллерийский полк противотанковой обороны, может встретиться название 645-й армейский истребительно-противотанковый артиллерийский полк — воинское подразделение Вооружённых сил СССР во время Великой Отечественной войны.

## История
СФормирован в Московском военном округе в январе 1942.
В составе действующей армии с 27.04.1942 по 14.07.1943, с 25.11.1943 по 18.01.1945 и с 21.03.1945 по 11.05.1945 года.
По окончании формирования и обучения в апреле 1942 года направлен на Карельский фронт, куда прибыл в конце апреля 1942 года и поступил в состав 14-й армии.
До лета 1943 года держал оборону, вероятно, на кестеньгском направлении.
14.07.1943 года отведён в резерв, затем в конце ноября 1943 года переброшен на 1-й Украинский фронт, где принял участие в Житомирско-Бердичевской наступательной операции и Проскуровско-Черновицкой наступательной операции. На 11.01.1944 действовал в Липовецком районе Винницкой области. Вышел к предгорьям Карпат. С июля 1944 года участвует в Львовско-Сандомирской наступательной операции, 23.08.1944 отличился при освобождении города Дембица, вышел на подступы к реке Вислока.
В январе 1945 года выведен в резерв и вошёл в состав сформированной 51-й истребительно-противотанковой артиллерийской бригады.
О дальнейшем боевом пути полка смотри статью 51-я истребительно-противотанковая артиллерийская бригада

## Полное наименование
- 645-й истребительно-противотанковый артиллерийский Дембицкий полк

## Подчинение
| Дата            | Фронт (округ)            | Армия              | Корпус | Дивизия | Бригада                                    | Примечания |
| --------------- | ------------------------ | ------------------ | ------ | ------- | ------------------------------------------ | ---------- |
| 01.02.1942 года | Московский военный округ | -                  | -      | -       | -                                          | -          |
| 01.03.1942 года | Московский военный округ | -                  | -      | -       | -                                          | -          |
| 01.04.1942 года | Московский военный округ | -                  | -      | -       | -                                          | -          |
| 01.05.1942 года | Карельский фронт         | 14-я армия         | -      | -       | -                                          | -          |
| 01.06.1942 года | Карельский фронт         | 14-я армия         | -      | -       | -                                          | -          |
| 01.07.1942 года | Карельский фронт         | 14-я армия         | -      | -       | -                                          | -          |
| 01.08.1942 года | Карельский фронт         | 14-я армия         | -      | -       | -                                          | -          |
| 01.09.1942 года | Карельский фронт         | 14-я армия         | -      | -       | -                                          | -          |
| 01.10.1942 года | Карельский фронт         | 14-я армия         | -      | -       | -                                          | -          |
| 01.11.1942 года | Карельский фронт         | 14-я армия         | -      | -       | -                                          | -          |
| 01.12.1942 года | Карельский фронт         | 14-я армия         | -      | -       | -                                          | -          |
| 01.01.1943 года | Карельский фронт         | 14-я армия         | -      | -       | -                                          | -          |
| 01.02.1943 года | Карельский фронт         | 14-я армия         | -      | -       | -                                          | -          |
| 01.03.1943 года | Карельский фронт         | 14-я армия         | -      | -       | -                                          | -          |
| 01.04.1943 года | Карельский фронт         | 14-я армия         | -      | -       | -                                          | -          |
| 01.05.1943 года | Карельский фронт         | 32-я армия         | -      | -       | -                                          | -          |
| 01.06.1943 года | Карельский фронт         | 32-я армия         | -      | -       | -                                          | -          |
| 01.07.1943 года | Карельский фронт         | 32-я армия         | -      | -       | -                                          | -          |
| 01.08.1943 года | Московский военный округ | -                  | -      | -       | -                                          | -          |
| 01.09.1943 года | Московский военный округ | -                  | -      | -       | -                                          | -          |
| 01.10.1943 года | Московский военный округ | -                  | -      | -       | -                                          | -          |
| 01.11.1943 года | Московский военный округ | -                  | -      | -       | -                                          | -          |
| 01.12.1943 года | 1-й Украинский фронт     | -                  | -      | -       | -                                          | -          |
| 01.01.1944 года | 1-й Украинский фронт     | 13-я армия         | -      | -       | -                                          | -          |
| 01.02.1944 года | 1-й Украинский фронт     | 38-я армия         | -      | -       | -                                          | -          |
| 01.03.1944 года | 1-й Украинский фронт     | -                  | -      | -       | -                                          | -          |
| 01.04.1944 года | 1-й Украинский фронт     | -                  | -      | -       | -                                          | -          |
| 01.05.1944 года | 1-й Украинский фронт     | 60-я армия         | -      | -       | -                                          | -          |
| 01.06.1944 года | 1-й Украинский фронт     | 60-я армия         | -      | -       | -                                          | -          |
| 01.07.1944 года | 1-й Украинский фронт     | 60-я армия         | -      | -       | -                                          | -          |
| 01.08.1944 года | 1-й Украинский фронт     | 60-я армия         | -      | -       | -                                          | -          |
| 01.09.1944 года | 1-й Украинский фронт     | 60-я армия         | -      | -       | -                                          | -          |
| 01.10.1944 года | 1-й Украинский фронт     | 4-я танковая армия | -      | -       | -                                          | -          |
| 01.11.1944 года | 1-й Украинский фронт     | 60-я армия         | -      | -       | -                                          | -          |
| 01.12.1944 года | 1-й Украинский фронт     | 60-я армия         | -      | -       | -                                          | -          |
| 01.01.1945 года | 1-й Украинский фронт     | 60-я армия         | -      | -       | -                                          | -          |
| 01.02.1945 года | Киевский военный округ   | -                  | -      | -       | 51-я истребительно-противотанковая бригада | -          |
| 01.03.1945 года | Киевский военный округ   | -                  | -      | -       | 51-я истребительно-противотанковая бригада | -          |
| 01.04.1945 года | 2-й Украинский фронт     | -                  | -      | -       | 51-я истребительно-противотанковая бригада | -          |
| 01.05.1945 года | 2-й Украинский фронт     | -                  | -      | -       | 51-я истребительно-противотанковая бригада | -          |

## Командование
Макаров Василий Степанович, подполковник
- Иванов Кузьма Нестерович, майор

## Награды и наименования
| Награда     | Дата       | За что получена                                                                                             |
| ----------- | ---------- | --- |
| «Дембицкий» | 23.08.1944 | за образцовое выполнение заданий командования в боях с немецкими захватчиками, за овладение городом Дембица |